# Лёвшин, Владимир Сергеевич
Владимир Сергеевич Лёвшин (3 февраля 1983) — российский футболист, нападающий.
Воспитанник орловского футбола. С 2000 года был в составе клуба высшего дивизиона «Ростсельмаш», но за главную команду не выступал. Играл за вторую/дублирующую команду во втором дивизионе (2000 — 11 матчей) и первенстве дублёров (2001 — 6 матчей) и в чемпионате Ростовской области за «Ростсельмаш-3»/«Pостсельмаш-Динамо». Летом 2001 перешёл в клуб второго дивизиона «Шахтёр» Шахты, в 2003—2004 годах играл за «Спартак-Кавказтрансгаз»/«Кавказтрансгаз» Изобильный. Сезон-2005 провёл в СКА Ростов-на-Дону, в 2006 перешёл в «Звезду» Иркутск, с которой вышел в первый дивизион. На этом уровне играл в командах «Носта» Новотроицк (2009), «Салют» Белгород (2009—2010). В сезоне 2011/12 выступал во втором дивизионе за «Металлург» Липецк и «Салют». Перед сезоном 2012/13 перешёл в клуб ФНЛ «Балтика» Калининград к Евгению Перевертайло, под руководством которого играл в «Кавказтрансгазе» и СКА. В феврале 2013 покинул команду как не выдержавший конкуренции. После этого завершил профессиональную карьеру в возрасте 30 лет.